# Ivo Zaninović
Ivo Zaninović Gornji (Velo Grablje, Hvar, 17. prosinca 1925. − 21. travnja 2015.), pomorski inženjer, hrvatski domoljub, humanist, filantrop i dobrotvor. Jedan od glavnih i prvih organizatora pomoći Hrvatskoj u SAD-u. Veliki donator rodnom kraju.

## Životopis
Rodio se je 1925. godine u Velom Grablju u težačkoj obitelji, od oca Ivana i matere Margarite. Bio je najstariji sin u obitelji od petero djece (sestre Marija i Lucija, braća Vide i Tonko). 
Završio je škole. Mobiliziran je za vrijeme drugog svjetskog rata, prošavši ratnu golgotu. U ratu je bio ranjen u bitci, ali nastavio se je boriti. Poslije rata nastavio je školovanje. Nakon završetka škole, završio je fakultet na sveučilištu u Zagrebu, postavši pomorski inženjer. Radio je par godina u Splitu u brodogradilištu. 1956. se je godine zaručio s Emilijom. Posao nije nudio mogućnosti napredka, pa su bile dvije mogućnosti, ostati u teškim uvjetima života u bivšoj državi ili ostvariti karijeru na Zapadu. Iselio je 1956. u Italiju. 
Prigoda za iseljenje pojavila se neočekivano. Talijanska je brodograđevna tvrtka pozvala ga na seminar u Bari. Kad su ga roditelji ispraćali na željezničkoj postaji, nije im rekao da se ne namjeravat vratiti. Putovao je po prihvatnim centrima u Bariju, a onda je otišao u Francusku. Tri godine poslije shvatio je da se više mogućnosti pruža u Americi. Uz pomoć barbe Marka, dobio je vizu i kao azilant otputovao 1959. u Ameriku i započeo novi život. 
S barbom je radio par godina u Delanu u Kaliforniji, gdje je bila poznata hrvatska vinogradarska zajednica. Nakon toga produžio je u San Pedro gdje je radio za Rados Engineering Company.
U Radosu je projektirao brodove. Raspon asortimana bio je od malih brodica do industrijskih brodova. Ingenioznim rješenjima stekao je međunarodnu reputaciju kao konstruktor ribarskih brodova. Uža specijalnost bili su mu posebni ribarski brodovi, tunolovci sa žiroskopskim uređajima koji su osiguravali plovidbu u surovim uvjetima, bez opasnosti od prevrtanja. 
Budući se je pokazao vrhunskim inženjerom, američka ga je vlada angažirala na održavanju složenih strojnih sustave i pročistača tijekom Vijetnamskog rata.
Nakon godina stečenog iskustva pokrenuo je vlastitu tvrtku 1982. godine Ivo Zaninovich International in 1982. godine. Njegova rješenja gradnje brodova primijenjena su u Aziji, Italiji i diljem zapadne obale Amerike. Njegov je najveći doseg flota od od 225 tunolovaca prilagođenih za lov potegačama za tvrtku Star-Kist Food Inc., koji i danas plove svjetskim oceanima. Svako sustav kormilarenja na tim brodovima nosi pločicu ispod kapetanovog kormila.
Mirovinu je dočekao u San Diegu kao voditelj projektnog ureda u brodograđevnoj industriji.
Sigurnost SAD-a nije mu zatomila altruizam i ljubav i odanost prema hrvatskoj domovini. Kad su velikosrpske snage napale Hrvatsku, bio je jednim od glavnih organizatora pomoći Hrvatskoj u SAD-u. Radi pomaganja Hrvatskoj, početkom 1992. godine osnovao je Viz Dom Foundation, koja je cijelo vrijeme rata, a i u poslijeratno doba, osiguravala pomoć Hrvatskoj. Pomoć koju je ta zaklada osiguravala bila je izdašna i raznolika, od svekolike financijske pomoći, pošiljke hrane, medicinski materijal, potpora školovanju i stipendija za 30-ero vukovarske djece bez roditelja, zrakoplovaca u Zrakoplovnoju školi Zemuniku... 
Umirovljeničke godine proveo je uživajući putovanjem po svijetu. Na jednom od tih putovanja u domovinu poslije rata doznao je da mu je prva ljubav Emilija živa. Ponovni susret sretno je završio kao u američkim filmovima - vjenčanjem 2009. godine. 
I nakon toga nije stao s pomoći hrvatskoj domovini. Zaninović je u poznim godinama osobno furgonom vozio do Italije, kupio i sam dovezao uređaje za dijalizu u Dom zdravlja Hvar, zatim je još nabavio kompletan gastroenterološki i kardiološki laboratorij, brojnu aparaturu i opremu, koju je stavio u funkciju i koja je opskrbljivala liječnike i specijaliste. Žalosna je činjenica da su zdravstvene vlasti kratkovidnom politikom zabranili rad specijalistima u Hvaru, pa je tako bio uzaludan trud čovjeka koji se u visokoj životnoj dobi zamarao pribaviti skupu i sofisticiranu opremu, koja je zbog te nepromišljene zdravstvene politike ostala bezveze ležati i skupljati prašinu, skupa donacija stajala je uzalud, a pučanstvu za čiju je potrebu Zaninović nabavio tu opremu, ostala je uskraćena zdravstvena usluga odlukom osoba koji uopće nisu imali nikakvu svezu s narodom koji je desetljećima plaćao te dužnosnike da im osigura kvalitetnu zdravstvenu njegu te su bili osuđeni na duga putovanja u Split i čekanja u zdravstvenim ustanovama u udaljenim mjestima.
Ivo Zaninović je radio i na projektu izgradnje muzeja u Velom Grablju. Projekt je bio pred dovršetkom, a prekinula ga je Ivina smrt. Radi izgradnje muzeja dovezao je kontejner iz San Diega. U kontejneru su bili Zaninovićevi nacrti, projekti i maketama brodova koje je konstruirao, te brojnim eksponatima koje je stjecao i skupljao tijekom života.
Ivo i njegova Emilija putovali su naizmjence između Hrvatske i SAD, sve dok mu zdravlje nije oslabilo. Nije bio u stanju putovati nazad u SAD. Zbog bolesti pao je u komu. Probudio se je 31. ožujka, i supruzi priopćio da je taj dan obljetnica njihovih zaruka. Umro 21. travnja 2015. godine, a pokopan je 24. travnja 2015. u rodnom Velom Grablju. 
Nadživio je sestru Mariju, a iza Ive ostali su supruga Emilija, sestra Lucija, braća Vide i Tonko, brojni nećaci i nećakinje.